# Survivor Series: WarGames (2022)
Survivor Series WarGames foi o 36º evento anual de luta livre profissional e transmissão ao vivo do Survivor Series produzido pela WWE. Foi realizado para lutadores das divisões de marca Raw e SmackDown da promoção. O evento aconteceu no sábado, 26 de novembro de 2022, no TD Garden em Boston, Massachusetts. Foi o quarto Survivor Series a ser realizada em Boston após os eventos de 1993 (no Boston Garden original), 2008 e 2013. Também foi o primeiro Survivor Series a acontecer em um sábado e o primeiro desde o evento de 1994 a não acontecer em um domingo.
Ao contrário dos eventos da Survivor Series de 2016 a 2021, o evento de 2022 não teve como tema Raw versus SmackDown pela supremacia da marca. Em vez disso, foi baseado na luta WarGames, uma partida gimmick usada pela primeira vez na Jim Crockett Promotions e depois na World Championship Wrestling, cujos ativos a WWE adquiriu em 2001. De 2017 a 2021, foi usado pela marca de desenvolvimento da WWE, NXT, e realizado no evento anual WarGames da marca. O Survivor Series foi, por sua vez, marcado como "Survivor Series WarGames", marcando o primeiro evento principal da WWE a apresentar a partida, bem como encerrando o evento WarGames para o NXT. Por sediar a partida WarGames, este foi o primeiro Survivor Series desde o evento de 2002 a não apresentar uma partida tradicional do Survivor Series, ou qualquer tipo de partida de eliminação, e apenas o terceiro evento a não incluir uma, após os eventos de 1998 e 2002.
Cinco partidas foram disputadas no evento, incluindo duas partidas do WarGames. No evento principal, que foi a luta principal do SmackDown, The Bloodline (Roman Reigns, Solo Sikoa, Sami Zayn e The Usos (Jey Uso e Jimmy Uso)) derrotaram The Brawling Brutes (Sheamus, Ridge Holland e Butch), Drew McIntyre e Kevin Owens na luta masculina WarGames, enquanto na luta feminina WarGames, que foi a luta de abertura e foi a partida principal do Raw, Team Belair (Bianca Belair, Alexa Bliss, Asuka, Mia Yim e Becky Lynch) derrotou o Team Bayley (Damage CTRL (Bayley, Dakota Kai e Iyo Sky), Nikki Cross e Rhea Ripley).
Survivor Series WarGames foi o Survivor Series de maior bilheteria de todos os tempos, bem como o portão de maior bilheteria da WWE em Boston. Foi também o Survivor Series mais visto. A WWE relatou que o evento esgotou completamente, com uma disputada participação de 15.609. Junto com isso, o evento foi recebido com aclamação da crítica, com muitos elogios a ambas as partidas WarGames, particularmente a partida WarGames masculina por sua narrativa e reservas de longo prazo, ao mesmo tempo em que elogiou Balor vs. Styles e a partida US Title Triple Threat. .

## Produção

### Introdução
Survivor Series é um evento de gimmick anual, produzido todo mês de novembro pela WWE desde 1987. O segundo evento pay-per-view (PPV) mais longo da história (atrás da WrestleMania da WWE), é um dos cinco maiores eventos da promoção do ano, juntamente com WrestleMania, SummerSlam, Royal Rumble e Money in the Bank, referidos como os "Cinco Grandes". O evento é tradicionalmente caracterizado por ter lutas do Survivor Series, que são lutas de eliminação de duplas que normalmente apresentam equipes de quatro ou cinco lutadores uns contra os outros. Anunciado em 25 de outubro de 2021, o evento de 2022 será o 36º evento da cronologia da Survivor Series e está programado para ocorrer no sábado, 26 de novembro de 2022, no TD Garden em Boston, Massachusetts, marcando o primeiro Survivor Series a ser realizada Em um sábado. Além de ser transmitido em PPV tradicional, estará disponível para transmissão ao vivo no Peacock nos Estados Unidos e na WWE Network nos mercados internacionais. Os ingressos foram colocados à venda em 26 de agosto de 2022, com pacotes de hospitalidade premium também disponíveis.
Desde que a WWE reintroduziu a divisão da marca em julho de 2016, o Survivor Series se concentrou na competição entre lutadores do Raw e SmackDown pela supremacia da marca (a marca de desenvolvimento da WWE NXT também esteve envolvida em 2019, mas foi removida em 2020). Além das tradicionais partidas da Survivor Series entre as marcas, os campeões de cada marca se enfrentaram em partidas sem título. Em 19 de setembro de 2022, o executivo da WWE, Triple H, anunciou que o evento de 2022 apresentaria duas lutas WarGames, uma para homens e mulheres, que não seriam baseadas no conceito “Brand versus Brand”. Isso marca a primeira vez para um evento do plantel principal da WWE apresentar a partida WarGames. O evento de 2022, por sua vez, foi renomeado como Survivor Series WarGames. A marca NXT realizou anteriormente um evento anual WarGames de 2017 a 2021. Com a partida WarGames passando para a lista principal de Survivor Series, isso posteriormente encerrou o evento WarGames do NXT, que foi substituído por Deadline.
Em uma entrevista ao The Ringer sobre WarGames no Survivor Series, Triple H disse:
A tradição da Survivor Series diminuiu e fluiu e mudou um pouco ao longo do tempo, mas isso será semelhante a isso. Isso não será Raw versus SmackDown. Será muito mais baseado na história. Eu ainda vejo isso como um componente tradicional do Survivor Series porque são grandes equipes de pessoas competindo. Nós apenas aumentamos um pouco a aposta com WarGames e o fizemos evoluir. Survivor Series tem sido um evento incrível há 36 anos. E precisa evoluir um pouco e este ano parecia o momento certo para fazê-lo.

### Histórias
O evento incluirá lutas que resultam de histórias roteirizadas, onde os lutadores retratam heróis, vilões ou personagens menos distinguíveis em eventos roteirizados que criam tensão e culminam em uma luta ou série de lutas. Os resultados são predeterminados pelos escritores da WWE nas marcas Raw e SmackDown, enquanto as histórias são produzidas nos programas de televisão semanais da WWE, Monday Night Raw e Friday Night SmackDown.
Após Bianca Belair reter o Campeonato Feminino do Raw no SummerSlam, ela foi confrontada por Bayley que retornava, acompanhada por Dakota Kai e Iyo Sky. O trio se apelidaria de Damage CTRL. No Clash at the Castle, Damage CTRL derrotou a equipe de Belair, Alexa Bliss e Asuka em uma luta de seis mulheres. Enquanto Belair e Bayley brigavam pelo Campeonato Feminino do Raw, Bliss e Asuka rivalizavam com Kai e Sky pelo Campeonato de Duplas Femininas da WWE. Belair manteve seu título contra Bayley no Extreme Rules em uma luta de escadas, enquanto Bliss e Asuka ganharam os títulos de Kai e Sky no episódio de 31 de outubro do Raw. No Crown Jewel, Kai e Sky derrotaram Bliss e Asuka para recuperar o Campeonato de Duplas Femininas graças a Nikki Cross atacar Bliss e mais tarde naquela mesma noite, Belair manteve seu título mais uma vez contra Bayley em uma luta Last Woman Standing. No episódio seguinte do Raw, Belair, Bliss e Asuka declararam que sua guerra com Damage CTRL não havia acabado e as desafiaram para uma luta WarGames no Survivor Series WarGames, que foi aceita. Damage CTRL posteriormente recrutou Cross para sua equipe com uma vaga a ser preenchida, enquanto a equipe de Belair tem duas vagas a serem preenchidas.
No episódio de 11 de novembro do SmackDown, Shotzi venceu um Desafio Six Pack para ganhar uma luta Campeonato Feminino do SmackDown contra Ronda Rousey no Survivor Series WarGames.
No início de outubro, The O.C. (AJ Styles, Luke Gallows e Karl Anderson) começaram uma rivalidade com The Judgment Day (Finn Bálor , Damian Priest, Dominik Mysterio e Rhea Ripley), mas The O.C. sempre estiveram em desvantagem devido a Ripley, que custou The O.C. sua luta six-man tag team contra seus companheiros de estábulo no Crown Jewel. No episódio de 7 de novembro de Raw, The O.C. confrontou The Judgment Day e apresentou o retorno de Mia Yim como sua solução para lidar com Ripley. agendados para Survivor Series WarGames, com seus respectivos companheiros de estábulo em seus cantos.
No episódio de 7 de novembro do Raw, Seth "Freakin" Rollins realizou um desafio aberto pelo Campeonato dos Estados Unidos, que foi respondido por Bobby Lashley, que Rollins ganhou o título de forma polêmica algumas semanas antes. A partida, no entanto, nunca começou, pois Lashley atacou Rollins antes que a partida pudesse começar. Após a derrota, Austin Theory saiu correndo e descontou seu contrato Money in the Bank em um Rollins enfraquecido; no entanto, Rollins manteve o título graças à interferência de Lashley. Na semana seguinte, Lashley disse que continuaria mirando em Rollins até que ele ganhasse o campeonato de volta, e mais tarde naquela noite, Theory atacou Rollins. No episódio de 21 de novembro, foi anunciado que Rollins defenderia o Campeonato dos Estados Unidos contra Lashley e Theory em uma luta Triple Threat no Survivor Series WarGames.

## Evento

### Lutasas preliminares
| Papel:                  | Nome:                                           |
| ----------------------- | ----------------------------------------------- |
| Comentaristas em inglês | Michael Cole                                    |
| Comentaristas em inglês | Corey Graves                                    |
| Comentadores espanhóis  | Marcelo Rodriguez                               |
| Comentadores espanhóis  | Jerry Soto                                      |
| Anunciadores de ringue  | Mike Rome (Raw)                                 |
| Anunciadores de ringue  | Samantha Irvin (SmackDown/Men's WarGames match) |
| Anunciadores de ringue  | Alicia Taylor (Women's WarGames match)          |
| Árbitros                | Danilo Anfibio                                  |
| Árbitros                | Jason Ayers                                     |
| Árbitros                | Dan Engler                                      |
| Árbitros                | Daphanie LaShaunn                               |
| Árbitros                | Eddie Orengo                                    |
| Árbitros                | Chad Patton                                     |
| Árbitros                | Ryan Tran                                       |
| Entrevistadora          | Megan Morant                                    |
| Pre-show                | Kayla Braxton                                   |
| Pre-show                | Kevin Patrick                                   |
| Pre-show                | Peter Rosenberg                                 |
| Pre-show                | Booker T                                        |
| Pre-show                | Jerry Lawler                                    |

O pay-per-view começou com a partida WarGames feminina, que viu o Team Belair (Bianca Belair, Alexa Bliss, Asuka, Mia Yim e Becky Lynch) enfrentar o Team Bayley (Damage CTRL (Bayley, Dakota Kai e Iyo Sky). , Nikki Cross e Rhea Ripley). Belair e Kai começaram a partida. Devido ao Team Bayley ganhar a vantagem dos WarGames no episódio anterior de Raw, Sky entrou em seguida. Sky e Kai então dominaram Belair. Asuka entrou em seguida e teve um olhar fixo com Sky. Os dois lutaram por um tempo com Asuka levando a melhor sobre Sky. Belair jogou Kai na parede da jaula de aço e Asuka executou um Middle Dropkick no Sky. Cross entrou em seguida, no entanto, em vez de entrar na jaula, Cross obteve seis bastões de kendo e quatro tampas de latas de lixo. Cross atacou Belair com uma tampa de lata de lixo e executou um Torando DDT em Belair e um crossbody em Asuka. Bliss entrou em seguida. Enquanto Cross tentava atacar Bliss com uma tampa de lata de lixo, Bliss tirou Cross. Cross, que estava empoleirado no topo da gaiola, executou um Cross Body fora da gaiola nos outros combatentes. Bayley entrou em seguida, obteve duas escadas e uma mesa debaixo do ringue e entrou na jaula. Kai, Sky e Bayley então posicionaram a mesa entre os dois anéis e atacaram Belair com ela. Yim entrou em seguida, pegou três latas de lixo e entrou no ringue. Yim então tirou Kai e Sky com as latas de lixo. Ripley entrou em seguida, depois Lynch. Depois que os WarGames começaram oficialmente, Lynch executou um Diving Lep Drop no Sky, que estava preso em uma lata de lixo. Ripley atingiu Riptide em Lynch para uma quase queda. Asuka cuspiu uma névoa verde no rosto de Ripley. Bayley atingiu a Rose Plant em Lynch na placa de metal conectando os dois anéis. Sky acertou um Moonsault do topo da gaiola em todos. No final, Belair atingiu o K.O.D. em Bayley na gaiola enquanto Lynch acertou um Double Diving Lep Drop em Kai e Sky através de uma mesa e imobilizou Kai para vencer a partida para o Team Belair.
Em um segmento de bastidores, Jey Uso, que nunca confiou ou gostou de Sami Zayn, conversou com Roman Reigns sobre a lealdade de Zayn ao The Bloodline, enquanto Jey sobrevoava Zayn conversando com Kevin Owens no SmackDown na noite anterior com Owens dizendo a Zayn para ligar The Bloodline, e Zayn mentiu para Jey sobre o encontro. Reigns disse que iria lidar com isso e fez Paul Heyman ligar para Zayn para se encontrar com ele.
Na segunda luta, AJ Styles (com The O.C. (Luke Gallows e Karl Anderson)) enfrentou Finn Bálor (com The Judgment Day (Damian Priest e Dominik Mysterio)). Os quatro ao lado do ringue brigaram com a multidão e não foram vistos pelo resto da partida. Bálor tentou o Styles Clash on Styles, mas não teve sucesso. Bálor perdeu o Coupe De Grâce e machucou a perna. Styles travou no Calf Crusher, mas Bálor agarrou a cabeça de Styles e acertou o tatame. Nos momentos finais, Styles acertou o antebraço fenomenal em Bálor para vencer a partida.
Depois disso, Ronda Rousey (acompanhada por Shayna Baszler) defendeu o SmackDown Women's Championship contra Shotzi. Baszler tentou se envolver várias vezes, mas foi rechaçado. Shotzi acertou um Crossbody em Rousey e Baszler no meio da multidão. De volta ao ringue, Rousey executou Piper's Pit em Shotzi e a forçou a se submeter ao Armlock para manter o título.
Em outro segmento dos bastidores, Sami Zayn se encontrou com Roman Reigns, que questionou por que Zayn mentiu para Jey Uso sobre falar com Kevin Owens. Zayn disse que sua lealdade era com The Bloodline e que ele mentiu para que Jey pudesse se concentrar em sua luta no SmackDown naquela noite. Reigns aparentemente aceitou que Zayn estava dizendo a verdade.
Na penúltima partida, Seth "Freakin" Rollins defendeu o Campeonato dos Estados Unidos contra Bobby Lashley e Austin Theory em uma luta de ameaça tripla. No clímax, Lashley aplicou o Hurt Lock em Rollins e Theory simultaneamente, mas ambos escaparam. Lashley tentou um Spear, mas Theory ultrapassou Lashley. Rollins usou uma Teoria abatida para se lançar em um Curb Stomp em Lashley. Enquanto Rollins tentava o Falcon Arrow em Theory, Lashley acertou um Spear em Rollins quando Theory caiu em Rollins para ganhar o título pela segunda vez.

### Evento principal
O evento principal foi a luta masculina WarGames, que viu The Bloodline (Roman Reigns, The Usos (Jey Uso e Jimmy Uso), Solo Sikoa e Sami Zayn) (acompanhado por Paul Heyman) enfrentando The Brawling Brutes (Sheamus, Ridge Holland, e Butch), Drew McIntyre e Kevin Owens. Butch e Jey começaram a partida. Os Brutes tiveram a vantagem dos WarGames quando a Holanda entrou em seguida. Enquanto Jimmy tentava entrar, Reigns o deteve e escolheu Zayn para entrar para testar sua lealdade ao Bloodline. O restante da ordem de inscrição foi McIntyre, Jimmy, Owens, Sikoa, Sheamus e, finalmente, Reigns. Todos os The Brutes atingiram The Bloodline com as 10 batidas do Bodhran. Quando Sheamus foi para o Brogue Kick, Reigns acertou um Spear em Shemaus, mas Butch quebrou a imobilização. Jey errou Butch com um Superkick e acidentalmente acertou Zayn. Os Usos acertaram o 1D na corda superior em Butch, mas Holland quebrou a imobilização. Reigns levou Holland a uma mesa encurralada com um Spear. Sikoa colocou McIntyre em uma mesa com um Uranage. No clímax, Owens acertou um Pop-Up Powerbomb e um Stunner em Reigns, mas Zayn impediu o árbitro de contar os três. Um Zayn em conflito então acertou um golpe baixo em Owens seguido por um Helluva Kick antes de pegar Owens e empurrá-lo para o tapete. Zayn então permitiu que Jey acertasse um Uso Splash em Owens para vencer a luta para The Bloodline. Jey finalmente aceitou Zayn como parte de The Bloodline e a equipe comemorou quando Reigns pareceu satisfeito com as ações de Zayn.

## Recepção

### Comercial
Durante a coletiva de imprensa pós-evento do Survivor Series WarGames, Triple H revelou que o evento foi o Survivor Series de maior bilheteria de todos os tempos e foi o mais visto. Ele também disse que o evento esgotou completamente, e foi o portal de maior bilheteria da WWE em Boston. De acordo com a WWE, o evento vendeu 15.609 ingressos. No entanto, a empresa costuma inflar seus números de comparecimento; por exemplo, eles incluem pessoal da WWE em seus números. A configuração do evento foi para 13.042 lugares pagos, com 40 ingressos ainda disponíveis poucas horas antes do evento. De acordo com Triple H, eles continuaram abrindo mais lugares até atingirem a capacidade máxima com a configuração de palco.

## Resultados
| Nº                                          | Resultados | Estipulações                                          | Tempo |
| ------------------------------------------- | --- | ----------------------------------------------------- | ----- |
| 1                                           | Equipa Belair (Bianca Belair, Alexa Bliss, Asuka, Mia Yim, e Becky Lynch) derrotaram Equipa Bayley (Damage CTRL (Bayley, Dakota Kai, and Iyo Sky), Nikki Cross, e Rhea Ripley)                      | Luta WarGames Feminina                                | 39:40 |
| 2                                           | AJ Styles (com The O.C. (Luke Gallows e Karl Anderson) derrotou Finn Bálor (com The Judgment Day (Damian Priest e Dominik Mysterio)                                                                 | Luta individual                                       | 18:25 |
| 3                                           | Ronda Rousey (c) (com Shayna Baszler) derrotou Shotzi | Luta individual pelo Campeonato Feminino do SmackDown | 7:15  |
| 4                                           | Austin Theory derrotou Seth "Freakin" Rollins (c) e Bobby Lashley | Luta Triple Threat pelo Campeonato dos Estados Unidos | 14:50 |
| 5                                           | The Bloodline (Roman Reigns, Solo Sikoa, Sami Zayn e The Usos (Jey Uso e Jimmy Uso)) (com Paul Heyman) derrotaram The Brawling Brutes (Sheamus, Ridge Holland e Butch), Drew McIntyre e Kevin Owens | Luta WarGames Masculina                               | 38:30 |
| (c) – Refere-se aos campeões antes da luta. | |                                                       |       |